# Talamanca
Talamanca – gmina w Hiszpanii, w prowincji Barcelona, w Katalonii, o powierzchni 29,3 km². W 2011 roku gmina liczyła 157 mieszkańców.